# خدمات اتاق هتل
«خدمات اتاق هتل» (به انگلیسی: Hotel Room Service) تک‌آهنگی از پیت‌بول است که در سال ۲۰۰۹ میلادی منتشر شد.
این تک‌آهنگ در چارت‌های در رتبه اول و در چارت‌های والونیا، جزو ده ترانه اول قرار گرفت.